# Hermannia spinosa
Hermannia spinosa är en malvaväxtart som beskrevs av Ernst Meyer. Hermannia spinosa ingår i släktet Hermannia och familjen malvaväxter. Inga underarter finns listade i Catalogue of Life.